# He Zhizhang

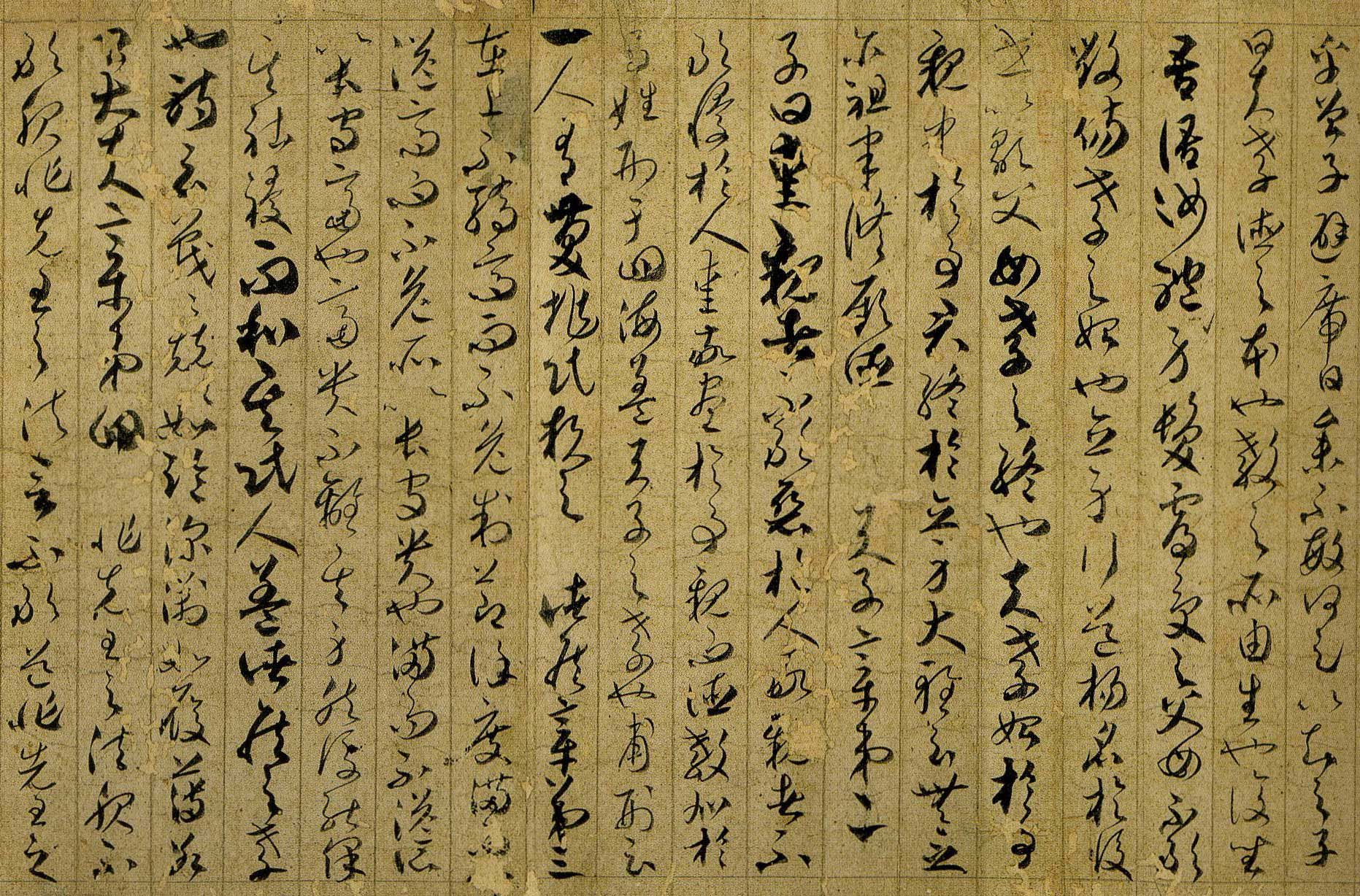
Trabajo caligráfico de He Zhizhang.

He Zhizhang (659—744) (Chino: 賀知章) (Pinyin: Hè Zhīzhāng) 
Nació en Yongxing, antigua ciudad que se encuentra ahora en la provincia de Zhejiang.
Consiguió su fama como hombre de letras en una etapa temprana de su vida. En el año 743, dimitió de su cargo ante el emperador y regresó a su tierra natal. Ya tenía 85 años
Se encuentra entre los poetas importantes en la segunda etapa de la Dinastía Tang y uno de los Ocho inmortales del vino.
He Zhizhang

## Poetas de la dinastía Tang
- Bai Juyi
- Li Po
- Wang Wei
- Tu Fu
- Liu Zongyuan
- Xue Tao
- Yu Xuanji
- Meng Jiao
- He Zhizhang

- Datos: Q1268388
- Multimedia: He Zhizhang / Q1268388